# HD82191
HD82191 — хімічно пекулярна зоря спектрального класу A1, що має видиму зоряну величину в смузі V приблизно  6,6.
Вона  розташована на відстані близько 458,7 світлових років від Сонця.